# Maison du Temple (Hildesheim)
Pour l’article homonyme, voir Maison du Temple.
La maison du Temple (en allemand Tempelhaus, également appelée maison du gentilhomme du temple dans la littérature ancienne) à Hildesheim est une maison patricienne gothique construite vers 1350 au sud de la Markplatz. 

## Histoire et description

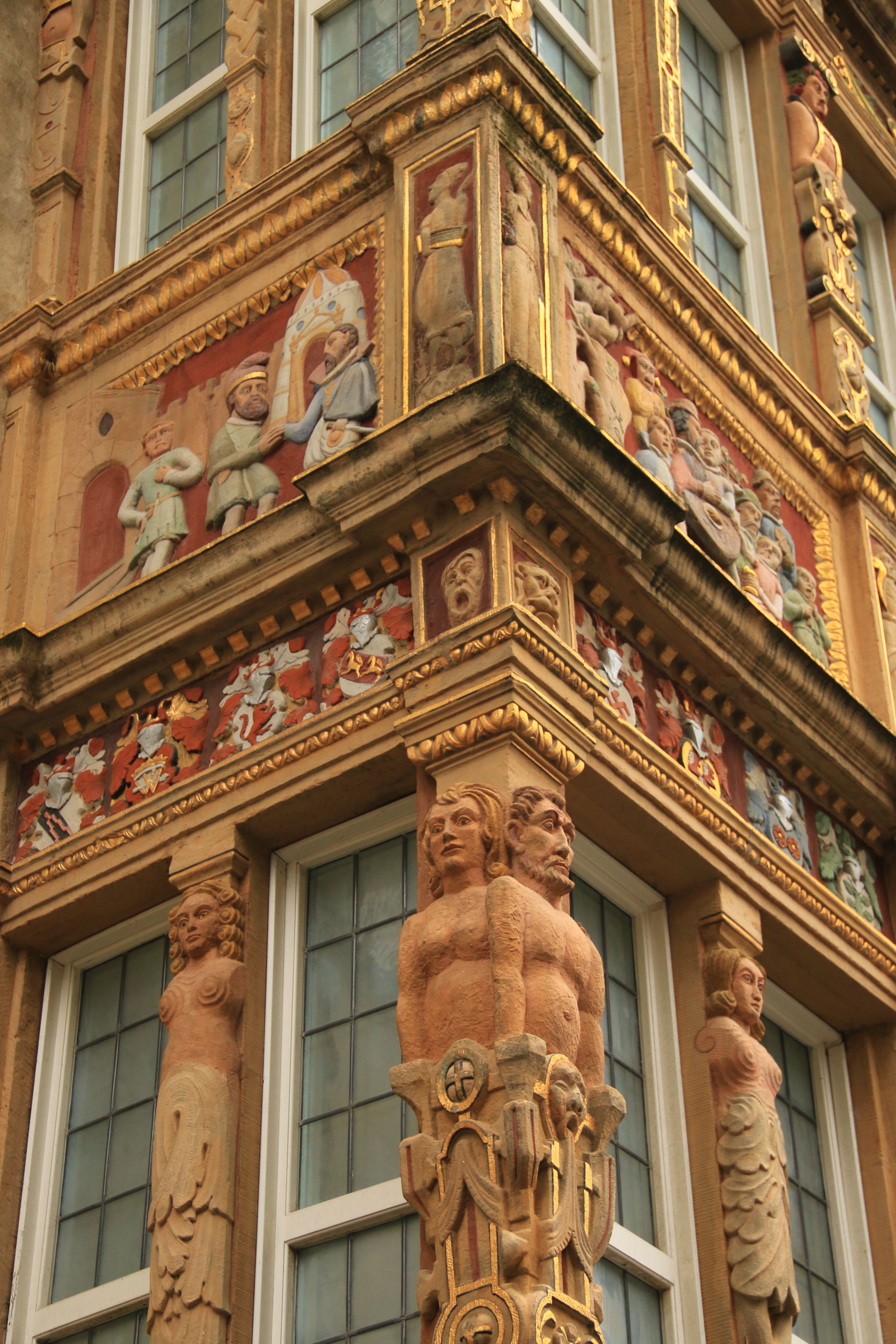
Détail de la façade de l'oriel Renaissance.

Au XVIIIe siècle, la maison passe aux mains de la famille von Harlessem, qui a longtemps occupé la mairie de Hildesheim. Au-dessus du haut de l'arche de la porte, on peut voir les monogrammes "Rv H. " et Ev H. ", qui indiquent probablement l'un des deux couples de frères, Roeff et Eggert von Harlessem, qui possédaient la maison au siècle où elle a été achetée. L'oriel Renaissance, de 1591, montre quatre reliefs supplémentaires de la parabole du fils prodigue ainsi que d'autres armoiries de la famille von Harlessem, est considéré comme un chef-d'œuvre de l'art de la taille de pierre. La maison est restée à cette famille jusqu'en 1805. L'attentat à la bombe dévastateur sur Hildesheim le 22 mars 1945 détruisit presque tous les bâtiments de la place du marché de la vieille ville. En plus de la fontaine du marché, des parties de l'hôtel de ville et de la maison du Temple sont restées, dont la façade avec les deux tourelles attachées et la baie vitrée est restée en grande partie intacte. La maison du Temple a été reconstruite en 1952.

## Nom
On ne sait pas d'où vient le nom "maison du temple". La dérivation que la première synagogue de Hildesheim aurait dû se trouver à ce stade est populaire, mais difficilement applicable. Au lieu de cela, il a été déclaré que l'entrée sur la Judenstrasse se situe entre la Maison du Temple et la Maison Wedekind. Selon l'opinion la plus récente, le nom devrait faire référence à celui du XVIe siècle. La peinture sur le pignon du bâtiment, qui était auparavant connue sous le nom de Maison Harlessem, remonte au XIXe siècle et montrait deux chevaliers de tournoi chevauchant l'un sur l'autre, que la population associait aux Templiers. L'interprétation des découvertes archéologiques est également controversée, tandis que certains considèrent les restes d'un mikvé sous la maison du temple comme prouvés, autres considèrent qu'un tel bain dans le sous-sol du bâtiment est « techniquement impossible » .
La maison du temple appartient à la famille Gerstenberg, qui est également l'éditeur du Hildesheimer Allgemeine Zeitung. L'information touristique et le passage vers la bibliothèque municipale se trouvent au rez-de-chaussée. Une webcam avec vue sur la place du marché est installée au dernier étage.

## Littérature
- Maike Kozok : La maison du temple à Hildesheim : Historique du bâtiment et documentation des mesures de rénovation. 2e édition modifiée, Hildesheim 2010

## Liens

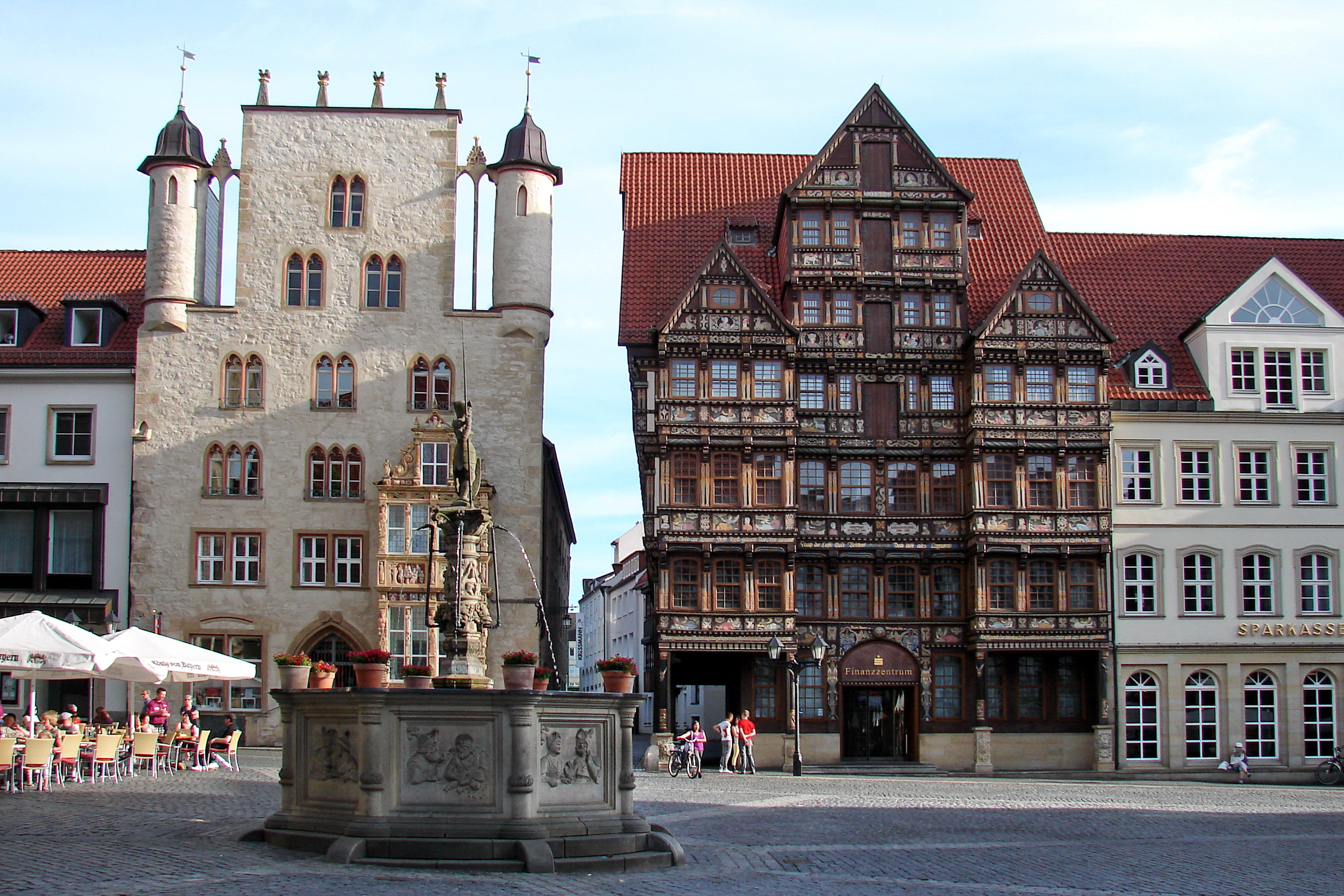
Tempelhaus (à gauche) et Wedekindhaus sur la place du marché

1. ↑  Zuordnung, Bilder und Literaturnachweis zum Harlessem-Wappen
2. ↑   so Nicolaus C. Heutger: 500 Jahre Hallenkirche St. Lamberti in der Hildesheimer Neustadt 1488-1988.Hildesheim 1988, S. 73 mit weiteren Nachweisen

## Source de traduction
- (de) Cet article est partiellement ou en totalité issu de l’article de Wikipédia en allemand intitulé « Tempelhaus (Hildesheim) » (voir la liste des auteurs).